# بيت الحربي (بني العوام)

تعديل مصدري - تعديل

بيت الحربي هي إحدى قرى عزلة قطعة الصرابي بمديرية بني العوام التابعة لمحافظة حجة، بلغ تعداد سكانها 88 نسمة حسب تعداد اليمن لعام 2004.